# Публий Корнелий Малугиненсис (трибун 397 пр.н.е.)
Публий Корнелий Малугиненсис (на латински: Publius Cornelius Maluginensis) e политик на Римската република от началото на 4 век пр.н.е. Произлиза от патрицииския клон Малугиненсис на фамилята Корнелии.
През 397 пр.н.е. той е консулски военен трибун и magister equitum на диктатор Марк Фурий Камил през 396 пр.н.е. През 390 пр.н.е. е отново военен трибун.